# Taekwondo nos Jogos Pan-Americanos de 2011 - Até 80 kg masculino
A categoria até 80 kg masculino do taekwondo nos Jogos Pan-Americanos de 2011 foi disputada em 17 de outubro no Ginásio do CODE II com 15 taekwondistas, cada um representando um país.

## Calendário
Horário local (UTC-6).
| Data          | Horário | Fase             |
| ------------- | ------- | ---------------- |
| 17 de outubro | 11:00   | Oitavas-de-final |
| 17 de outubro | 12:30   | Quartas-de-final |
| 17 de outubro | 17:00   | Semifinal        |
| 17 de outubro | 18:00   | Final            |

## Medalhistas
| Ouro   | ARG Sebastián Crismanich                |
| Prata  | VEN Carlos Vásquez                      |
| Bronze | MEX Uriel Adriano GUA Stuardo Solorzano |

## Resultados

### Chave
|  | Oitavas-de-final         | Oitavas-de-final         | Oitavas-de-final |  |  | Quartas-de-final         | Quartas-de-final         | Quartas-de-final      |   |                          | Semifinais               | Semifinais               | Semifinais |  |  | Final | Final | Final |
|  |                          |                          |                  |  |  |                          |                          |                       |   |                          |                          |                          |            |  |  |       |       |       |
|  |                          |                          |                  |  |  |                          |                          |                       |   |                          |                          |                          |            |  |  |       |       |       |
|  |                          |                          |                  |  |  | CAN Sébastien Michaud    | CAN Sébastien Michaud    | KO                    |   |                          |                          |                          |            |  |  |       |       |       |
|  | ARG Sebastián Crismanich | ARG Sebastián Crismanich | 12               |  |  | ARG Sebastián Crismanich | ARG Sebastián Crismanich |                       |   |                          |                          |                          |            |  |  |       |       |       |
|  | NCA Michael Rodríguez    | NCA Michael Rodríguez    | 0                |  |  |                          |                          |                       |   | ARG Sebastián Crismanich | ARG Sebastián Crismanich | 8                        |            |  |  |       |       |       |
|  | CUB Mario Téllez         | CUB Mario Téllez         | 8                |  |  |                          | GUA Stuardo Solorzano    | GUA Stuardo Solorzano | 1 |                          |                          |                          |            |  |  |       |       |       |
|  | GUA Stuardo Solorzano    | GUA Stuardo Solorzano    | 9                |  |  | GUA Stuardo Solorzano    | GUA Stuardo Solorzano    | 4                     |   |                          |                          |                          |            |  |  |       |       |       |
|  | ISV Jahmar Jean-Marie    | ISV Jahmar Jean-Marie    | 3                |  |  | ARU Stuart Smit          | ARU Stuart Smit          | 4                     |   |                          |                          |                          |            |  |  |       |       |       |
|  | ARU Stuart Smit          | ARU Stuart Smit          | 15               |  |  |                          |                          |                       |   |                          | ARG Sebastián Crismanich | ARG Sebastián Crismanich | 12         |  |  |       |       |       |
|  | CHI Carlos Liebig        | CHI Carlos Liebig        | 12               |  |  |                          | VEN Carlos Vásquez       | VEN Carlos Vásquez    | 9 |                          |                          |                          |            |  |  |       |       |       |
|  | DOM Wilkin Heredia       | DOM Wilkin Heredia       | 10               |  |  | CHI Carlos Liebig        | CHI Carlos Liebig        | 3                     |   |                          |                          |                          |            |  |  |       |       |       |
|  | VEN Carlos Vásquez       | VEN Carlos Vásquez       | 15               |  |  | VEN Carlos Vásquez       | VEN Carlos Vásquez       | 14                    |   |                          |                          |                          |            |  |  |       |       |       |
|  | TRI Lenn Hypolite        | TRI Lenn Hypolite        | 3                |  |  |                          |                          |                       |   | VEN Carlos Vásquez       | VEN Carlos Vásquez       | 9                        |            |  |  |       |       |       |
|  | USA Timothy Curry        | USA Timothy Curry        | 8                |  |  |                          | MEX Uriel Adriano        | MEX Uriel Adriano     | 8 |                          |                          |                          |            |  |  |       |       |       |
|  | BRA Douglas Marcelino    | BRA Douglas Marcelino    | 5                |  |  | USA Timothy Curry        | USA Timothy Curry        | 13                    |   |                          |                          |                          |            |  |  |       |       |       |
|  | COL Yair Medina          | COL Yair Medina          | 5                |  |  | MEX Uriel Adriano        | MEX Uriel Adriano        | 20                    |   |                          |                          |                          |            |  |  |       |       |       |
|  | MEX Uriel Adriano        | MEX Uriel Adriano        | 6                |  |  |                          |                          |                       |   |                          |                          |                          |            |  |  |       |       |       |